# Kvarntjärnen (Överkalix socken, Norrbotten, 739796-179844)
Kvarntjärnen är en sjö i Överkalix kommun i Norrbotten och ingår i Kalixälvens huvudavrinningsområde.